# Navlia (Briansk)
Navlia (ruso: На́вля) es un asentamiento de tipo urbano de Rusia, capital del raión homónimo en la óblast de Briansk.
En 2021, el territorio del asentamiento tenía una población de 16 247 habitantes, de los cuales 15 536 vivían en el propio asentamiento y el resto repartidos en once pedanías, de las cuales solamente tres superan los cien habitantes: el posiólok de Uzhinets, la aldea (derevnia) de Alekséyevka y el pueblo (seló) de Borshchovo.
Se ubica unos 50 km al sur de la capital regional Briansk, junto a la carretera E101 que lleva a Hlújiv.

## Historia
Fue fundado como poblado ferroviario en 1904, para dar servicio de estación al cruce de las líneas de ferrocarril que unían Moscú, Kiev y Vorónezh. La Unión Soviética le dio estatus de asentamiento de tipo urbano en 1938. Entre 1941 y 1943, durante la Gran Guerra Patria, formó parte de la República de Lókot, creada por los alemanes con capital en el vecino asentamiento de Lókot.